# Јаба даба диносауруси
Јаба даба диносауруси (енгл. Yabba-Dabba Dinosaurs) америчка је анимирана стриминг-телевизијска серија и спиноф оригиналне серије, Породица Кременко. Као и Пећинска деца, серија се усредсређује на животе најбољих пријатеља Камичак Кременко и Бам-Бама Каменко, којима се Дино придружује у многим авантурама у каменом добу. Премијера серије била је на HBO Max-у 30. септембра 2021. године. Српска премијера серије била је на HBO Go-у 23. јануара 2022. године.
Прва је дугометражна ТВ серија Породица Кременко у 19 година од серије Породица Каменко и прва од затварања студија Hanna-Barbera, као и прва ТВ серија Породица Кременко без оригиналних твораца Вилијама Хане и Џозефа Барбере који су умрли 2001. и 2006. године.

## Радња
Најбољи пријатељи, Камичак Кременко и Бам-Бам Каменко, живе у праисторијском градићу, Каменграду, у доба диносауруса. Своје слободно време проводе у Гају, где живи безброј дивљих диносауруса и где могу да раде шта год пожеле.

## Улоге
| Улога            | Изворни глас          | Српски глас          |
| ---------------- | --------------------- | -------------------- |
| Камичак Кременко | Џесика ди Чико        | Ђурђина Радић        |
| Бам-Бам Каменко  | Или Хенри             | Никола Тодоровић     |
| Фред Кременко    | Џеф Бергман           | Димитрије Стојановић |
| Вилма Кременко   | Трес Макнил           | Владислава Ђорђевић  |
| Барни Каменко    | Кевин Мајкл Ричардсон | Жика Миленковић      |
| Бети Каменко     | Греј Делајл           | Марија Стокић        |
| Дино             | Ерик Бауза            | Жика Миленковић      |
| Капетан Пећинко  | Том Мегалис           | Милан Тубић          |

## Епизоде
| Сезона | Сезона | Епизода | Изворно емитовање | Изворно емитовање | Српско емитовање  | Српско емитовање  |
| Сезона | Сезона | Епизода | Премијера         | Финале            | Премијера         | Финале            |
| ------ | ------ | ------- | ----------------- | ----------------- | ----------------- | ----------------- |
|        | 1.     | 13      | 3. фебруар 2020.  | 19. фебруар 2020. | 23. фебруар 2022. | 23. фебруар 2022. |